# Maytenus pseudoboaria
Maytenus pseudoboaria är en benvedsväxtart som beskrevs av Ludwig Eduard Theodor Loesener. Maytenus pseudoboaria ingår i släktet Maytenus och familjen Celastraceae. Inga underarter finns listade.